# Palazzo Galletti
Palazzo Galletti è un edificio storico del centro di Firenze, situato in via Sant'Egidio 12.

## Storia
Il palazzo risulta edificato dalle fondamenta con la demolizione di alcune case preesistenti, tra il 1831 e il 1833, dall'architetto Vittorio Bellini (coadiuvato dal l'ingegner Antonio Catelani) per Vincenzo Batelli, imprenditore tipografo, per servire sia da abitazione sia da calcografia e tipografia. Attorno alla metà dell'Ottocento, tuttavia, le difficoltà economiche del proprietario portarono a dividere la proprietà, riservando pochi vani a una piccola stamperia. 
Nell'ultimo Ottocento qui ebbe sede l'Istituto Nencioni dove insegnò, giovanissimo, Giosuè Carducci. In un appartamento al primo piano del palazzo nacque, nel 1879, lo scrittore Bruno Cicognani, che così ricordava nei suoi scritti il luogo: "Chi passi per Firenze da via S. Egidio, per andare verso il mercatino di San Pierino, è colpito dall'aspetto singolare d'un quasi-palazzo (...). Dal portone aperto, grandissimo di bronzo, si intravede l'ingresso con un colonnato. Se alzi poi gli occhi alla facciata, vedi al primo piano fatto a archi quattro vaghissime statue - le quattro Stagioni - nelle loro nicchie a fianco dei tre archi centrali, ciascuno dei quali ha il suo terrazzino. La stessa simmetria d'archi e di terrazzini al piano secondo che non ha però statue. Semplice il terzo e, sopra nel mezzo, il castello dell'orologio".
Oggi ospita una struttura ricettiva, la scuola di lingua italiana Europass e il centro di formazione per insegnanti di Europass.

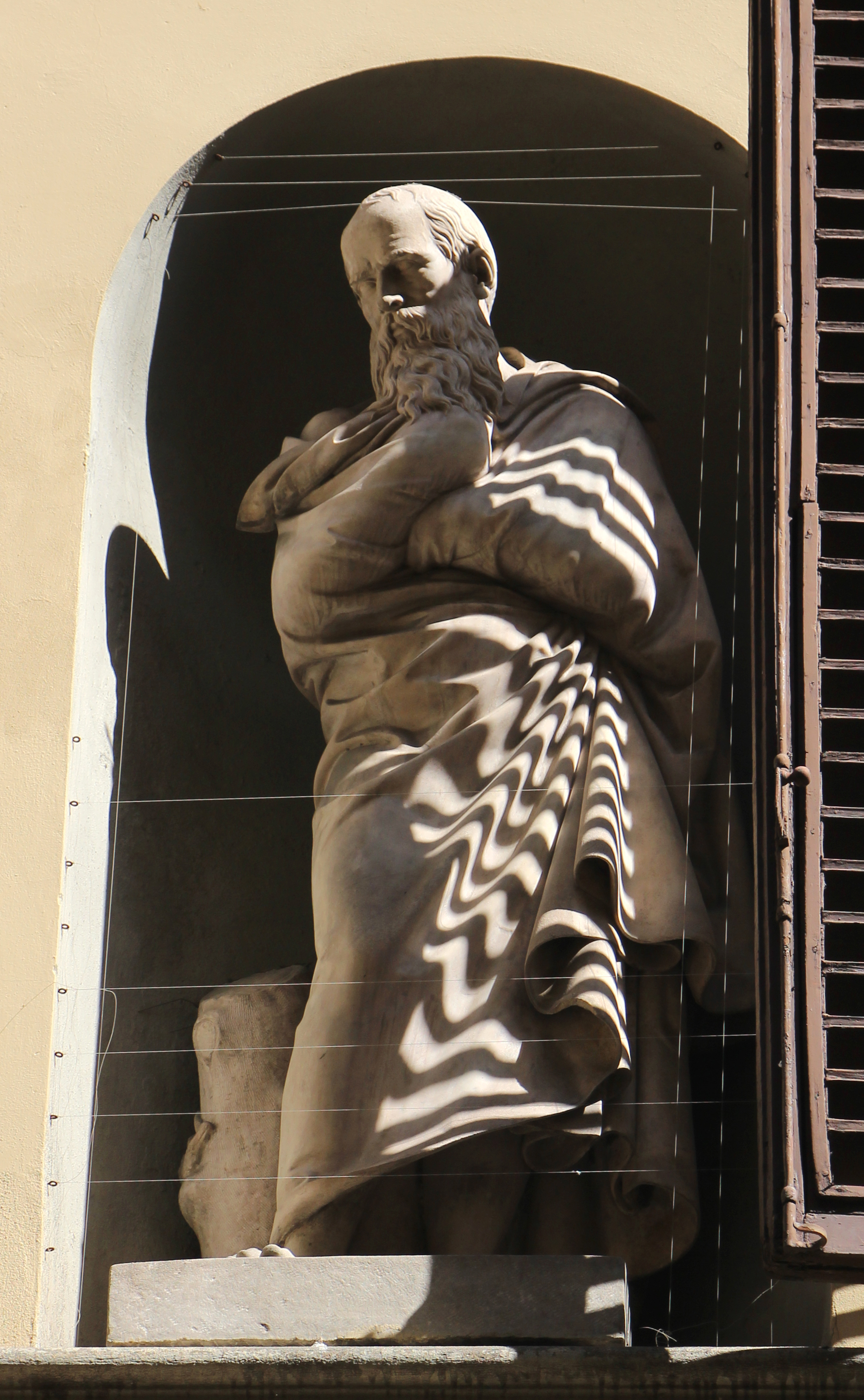
Inverno di Niccolò Bazzanti
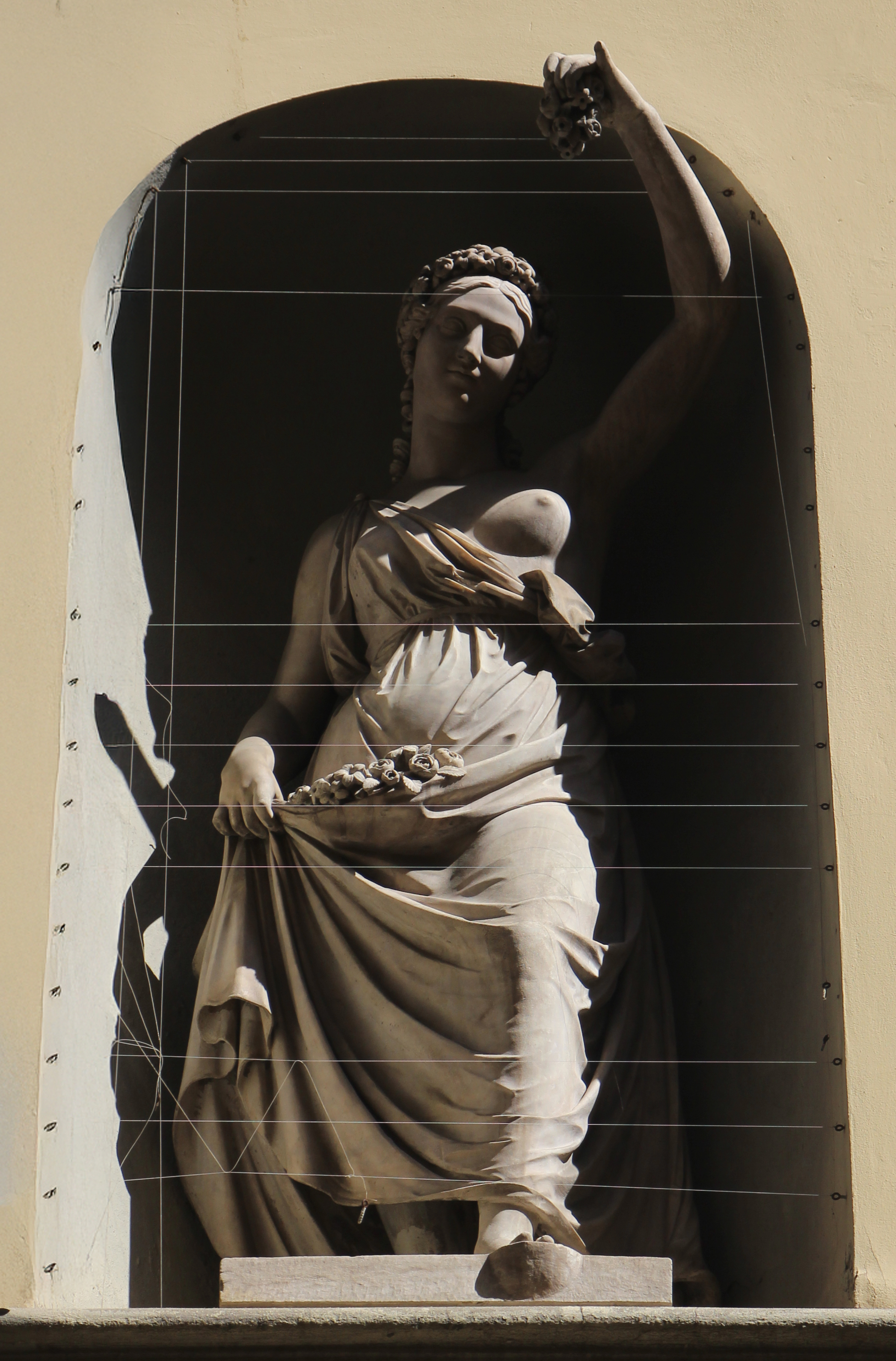
Primavera di Lorenzo Nencini
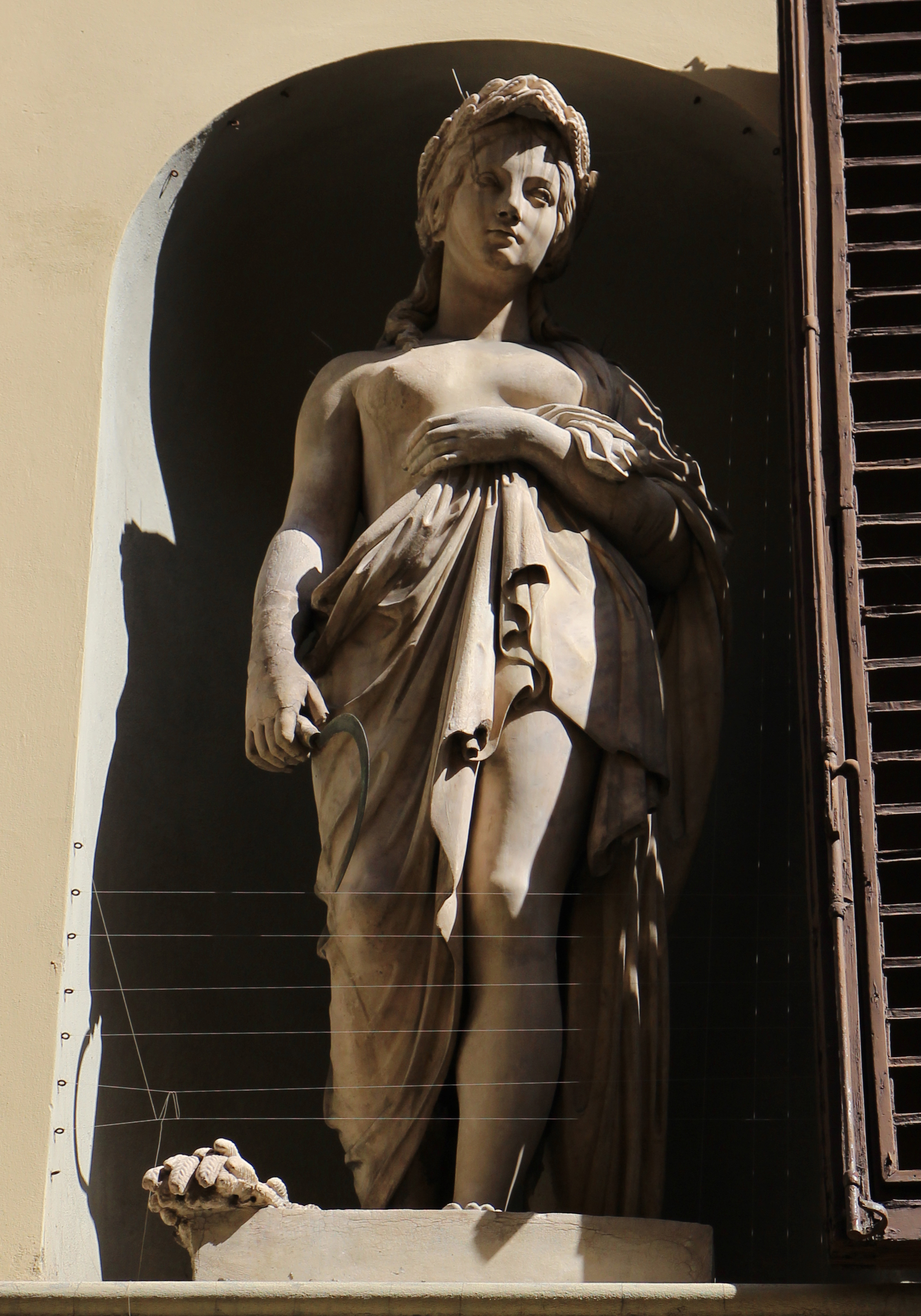
Estate di Giovanni Insom
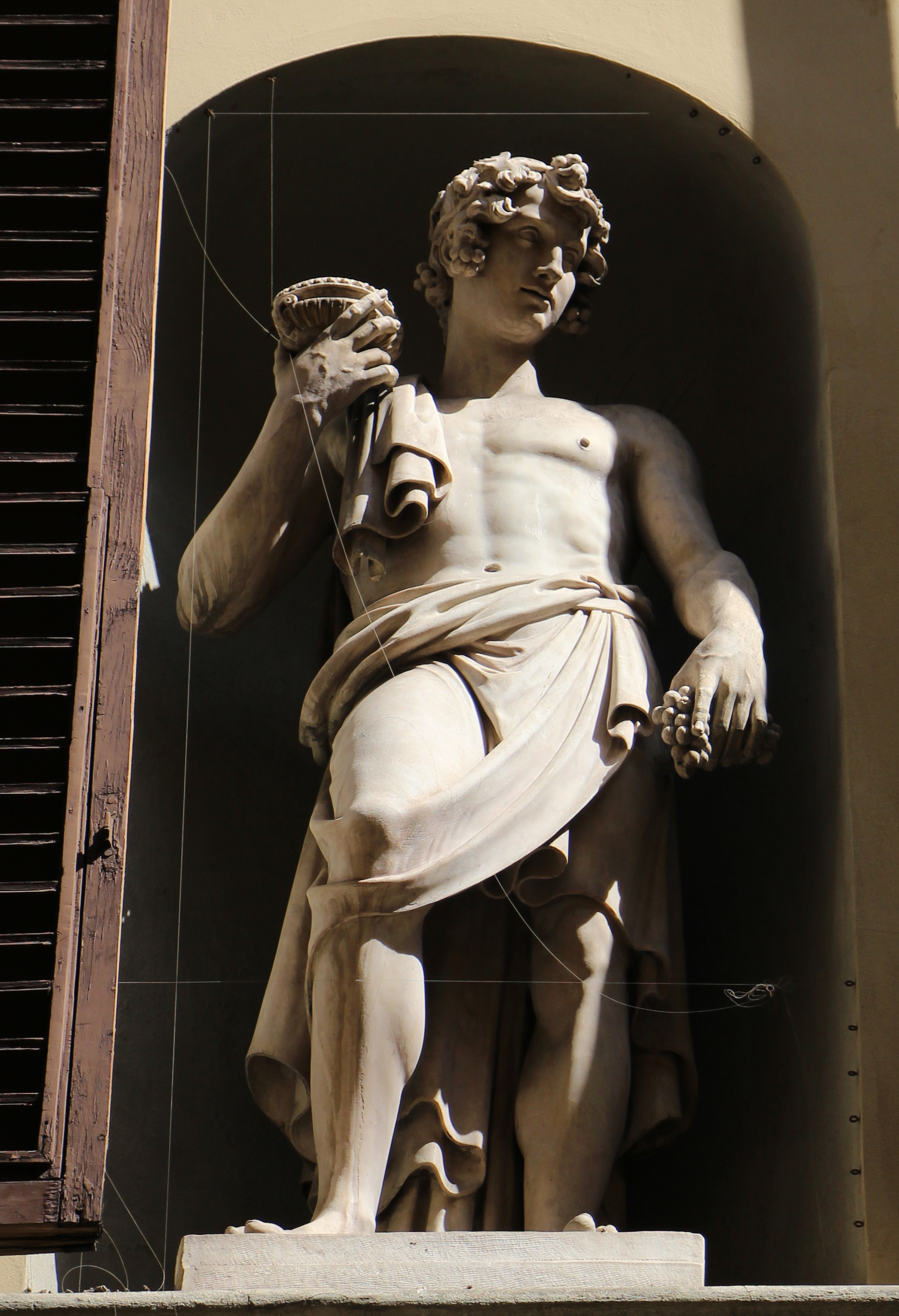
Autunno di Francesco Orzalesi

## Descrizione

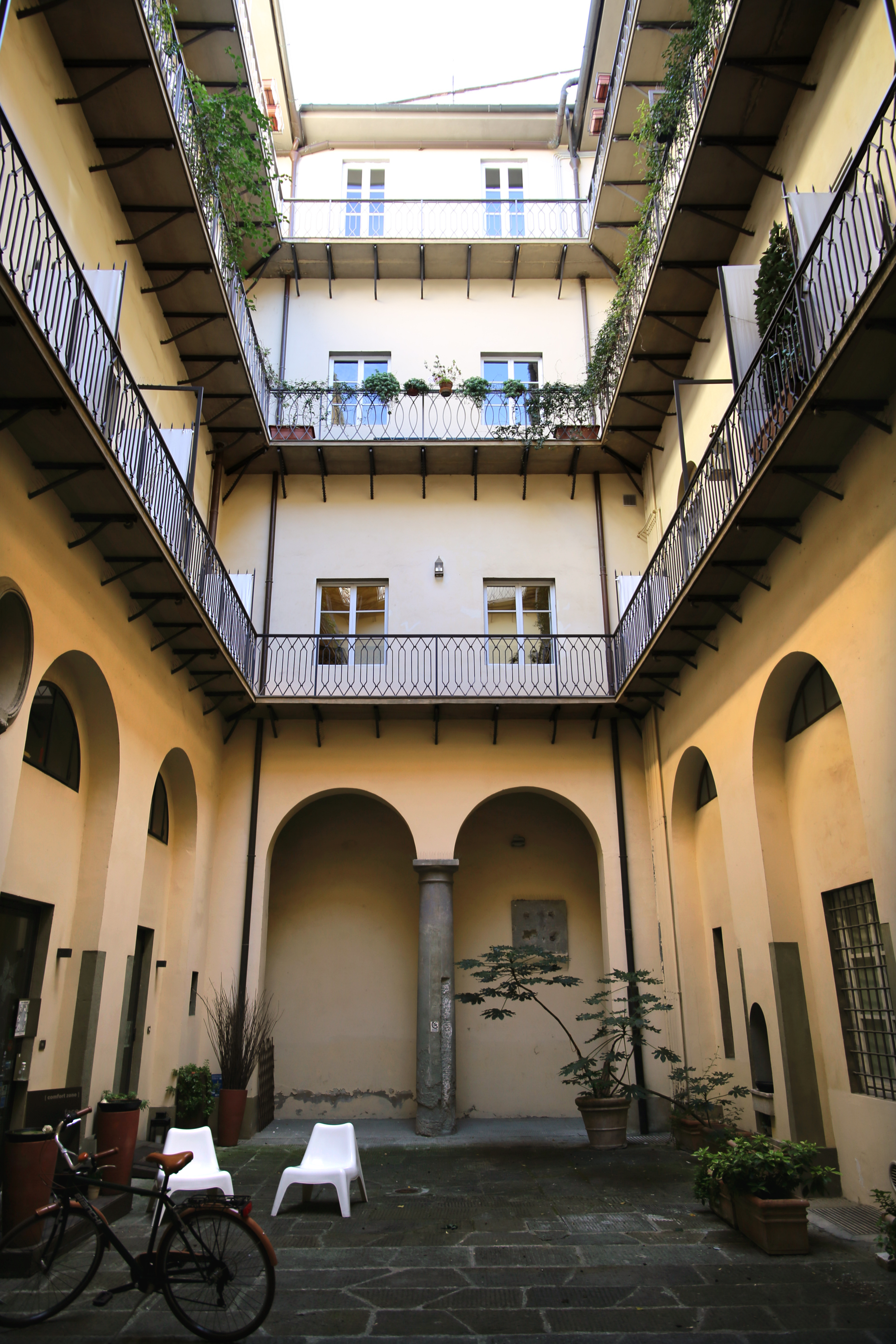
Il cortile

La facciata, con bozze di pietra per tutta l'altezza del piano terreno, si presenta caratterizzata da quattro nicchie poste ai lati del primo piano, con le statue (collocate nel 1843 ca.) della Primavera, di Lorenzo Nencini, dell'Estate, modellata da Giovanni Insom, dell'Autunno, di Francesco Orzalesi, dell'Inverno, di Niccolò Bazzanti. Il progetto di decoro voluto da Vincenzo Batelli (che ricordiamo come promotore dell'impresa volta a collocare nelle nicchie del loggiato degli Uffizi le statue degli Uomini Illustri della Toscana) vedeva poi il fronte sormontato da una mostra di orologio e, nell'atrio, sistemate una statua di Minerva dello stesso Niccolò Bazzanti, un Arpocrate dio del silenzio di Emilio Santarelli (queste due statue non in loco attualmente), e quattro busti dei poeti Dante Alighieri, Francesco Petrarca (ambedue del Bazzanti), Ludovico Ariosto (di Girolamo Torrini) e Torquato Tasso (di Tommaso Bandini). 
Lo spazio si caratterizza anche per la presenza di una vera e propria selva di colonne doriche dipinte a finto marmo, e per la volta affrescata con puttini reggenti cartigli con motti. Notevoli le bande di bronzo del portone d'ingresso, databili attorno al 1843 e gettate dall'officina Moreni Tognozzi su disegni dell'incisore Luigi Finocchi. Sulla soglia d'ingresso è la data 1844. 
Al piano nobile sono numerosi gli affreschi in stile coevo all'architettura, risalenti alla prima metà del secolo.

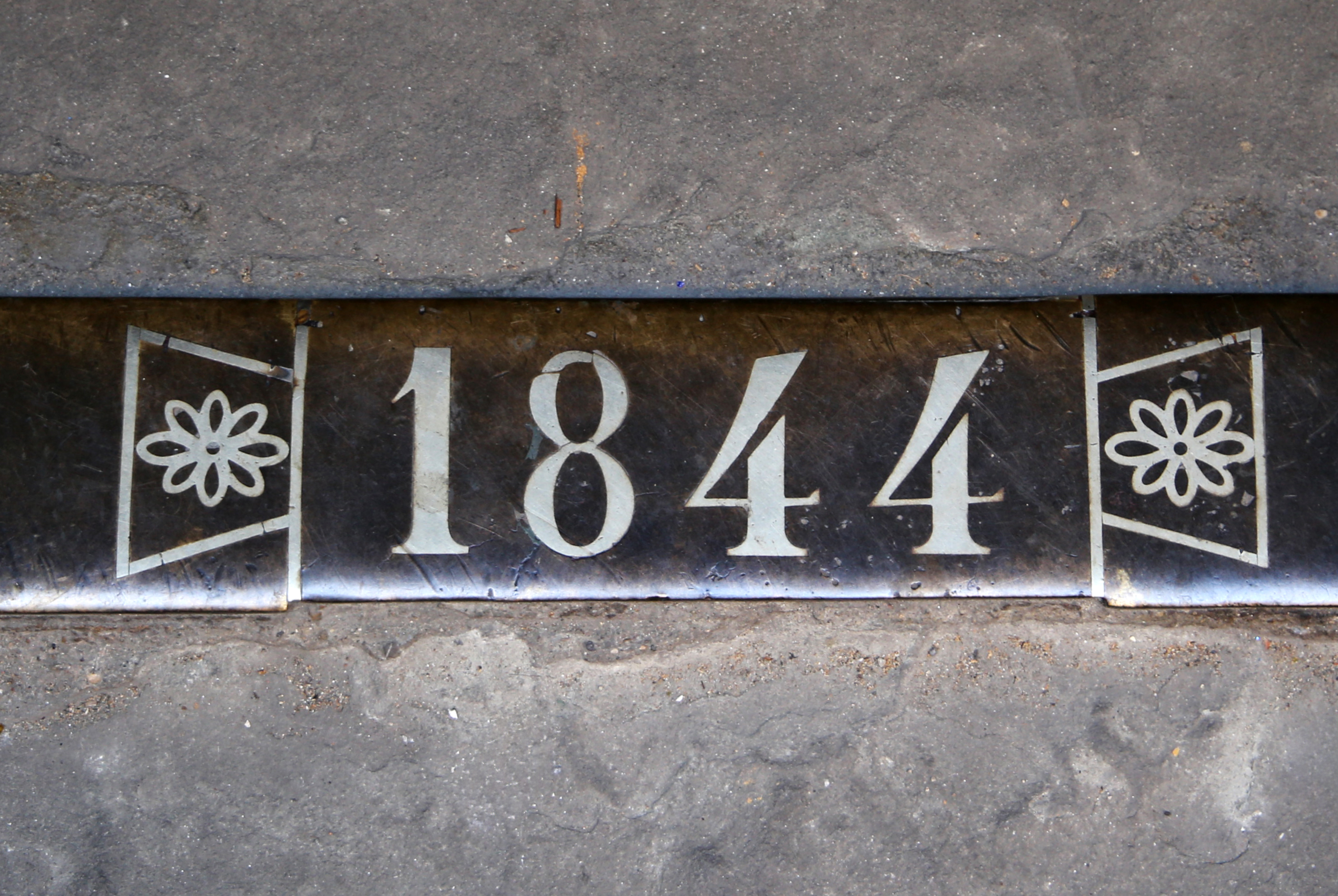
La data 1844 sulla soglia
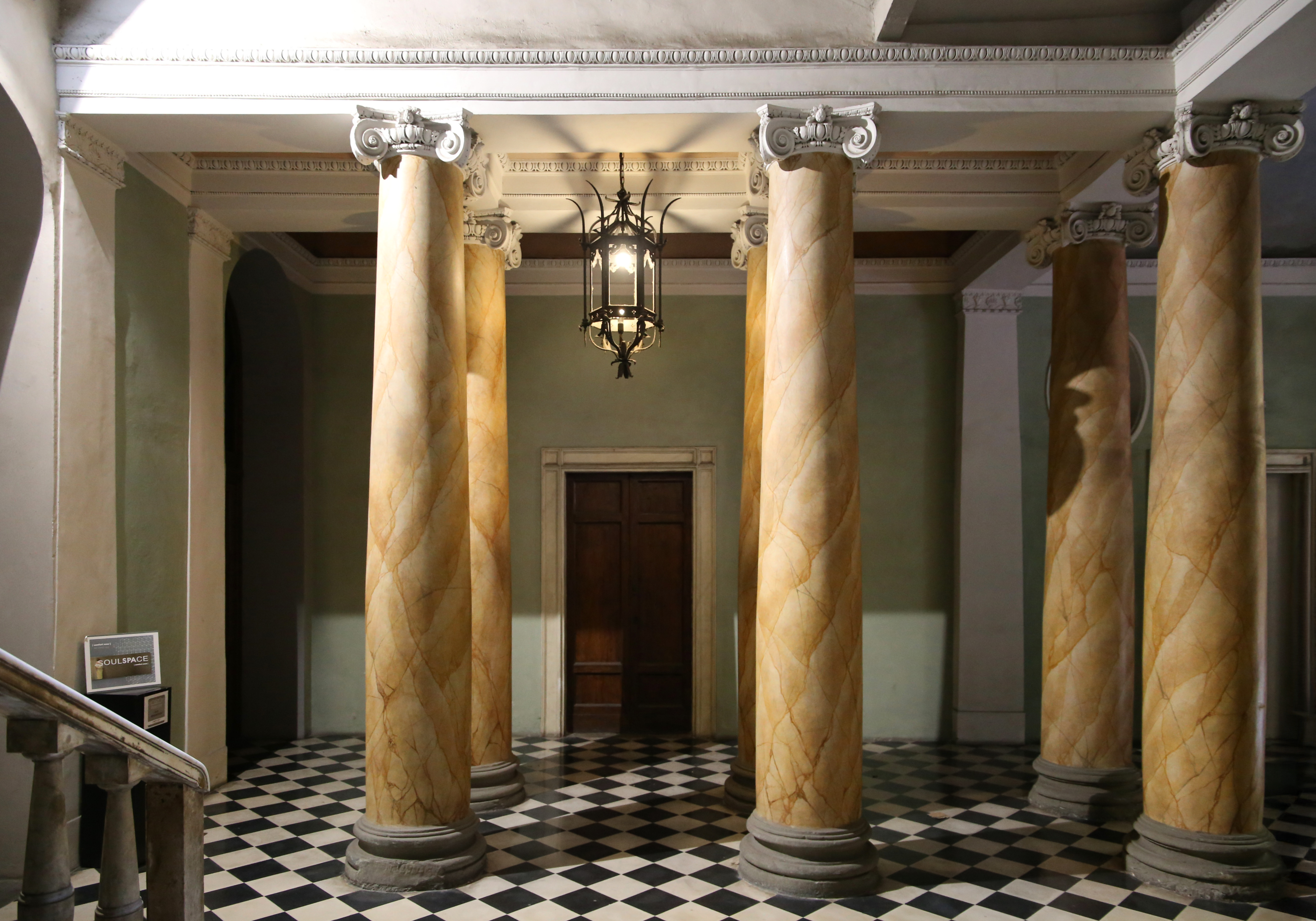
L'atrio colonnato
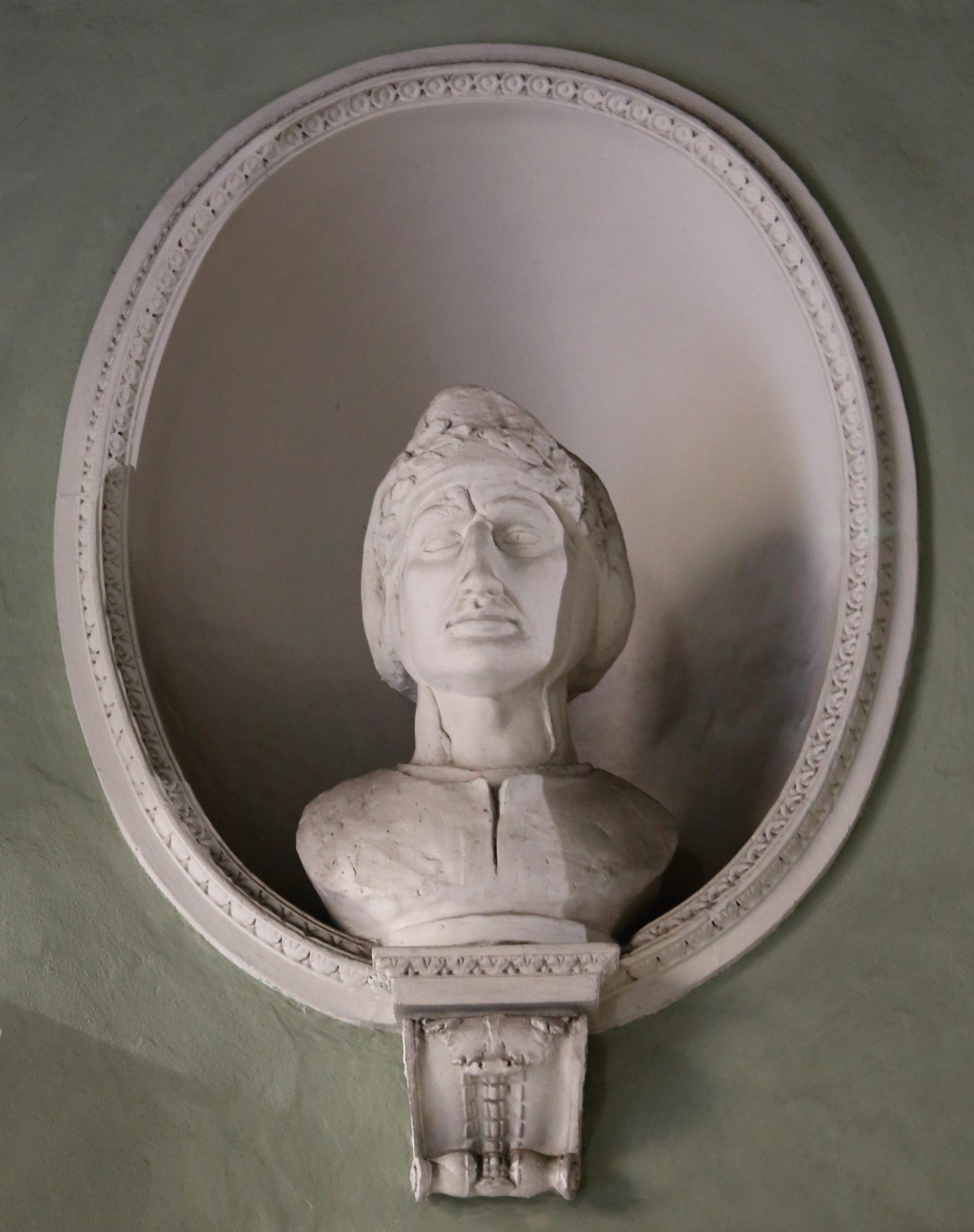
Busto di Dante, di Niccolò Bazzanti
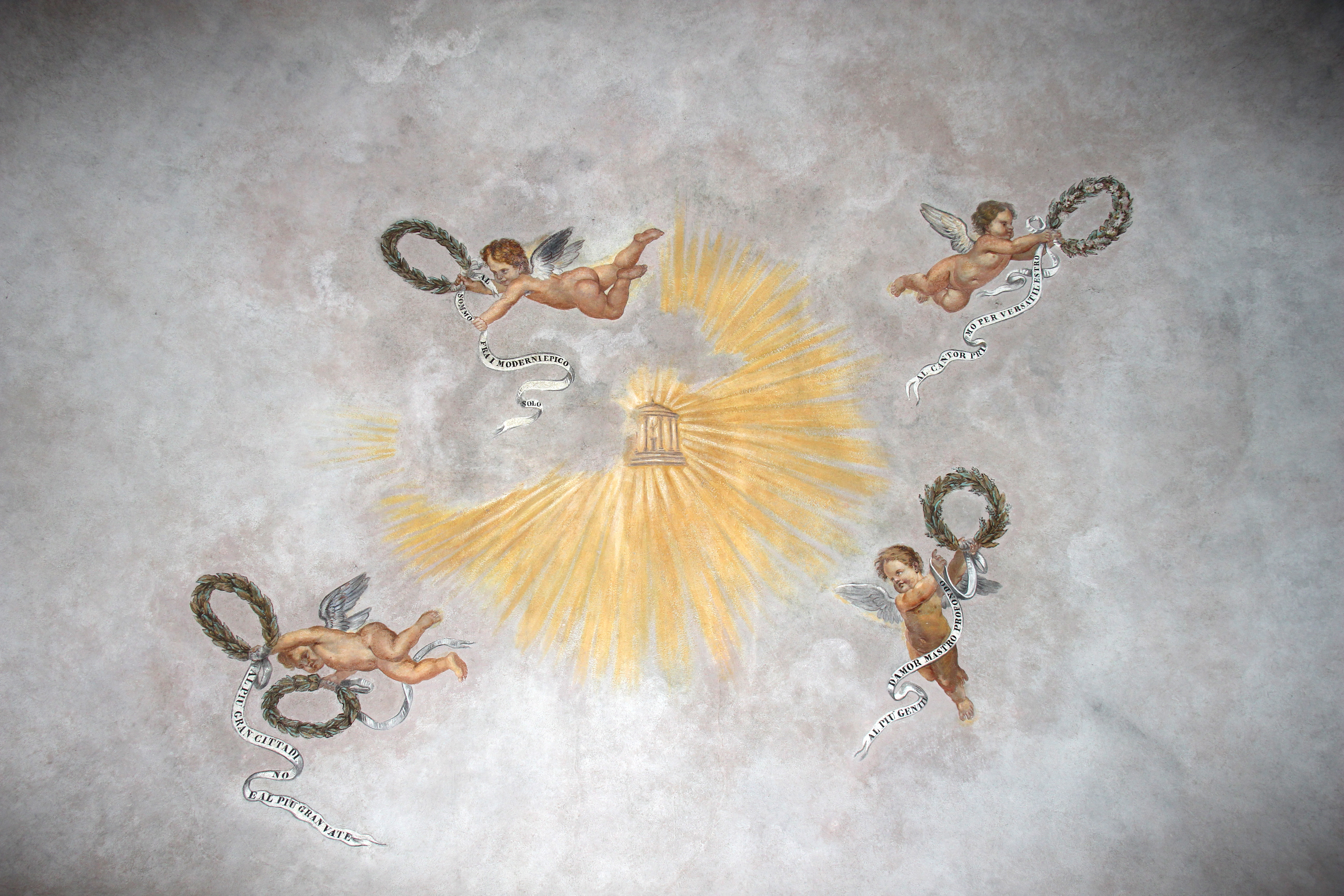
Decorazione nell'atrio

## Note

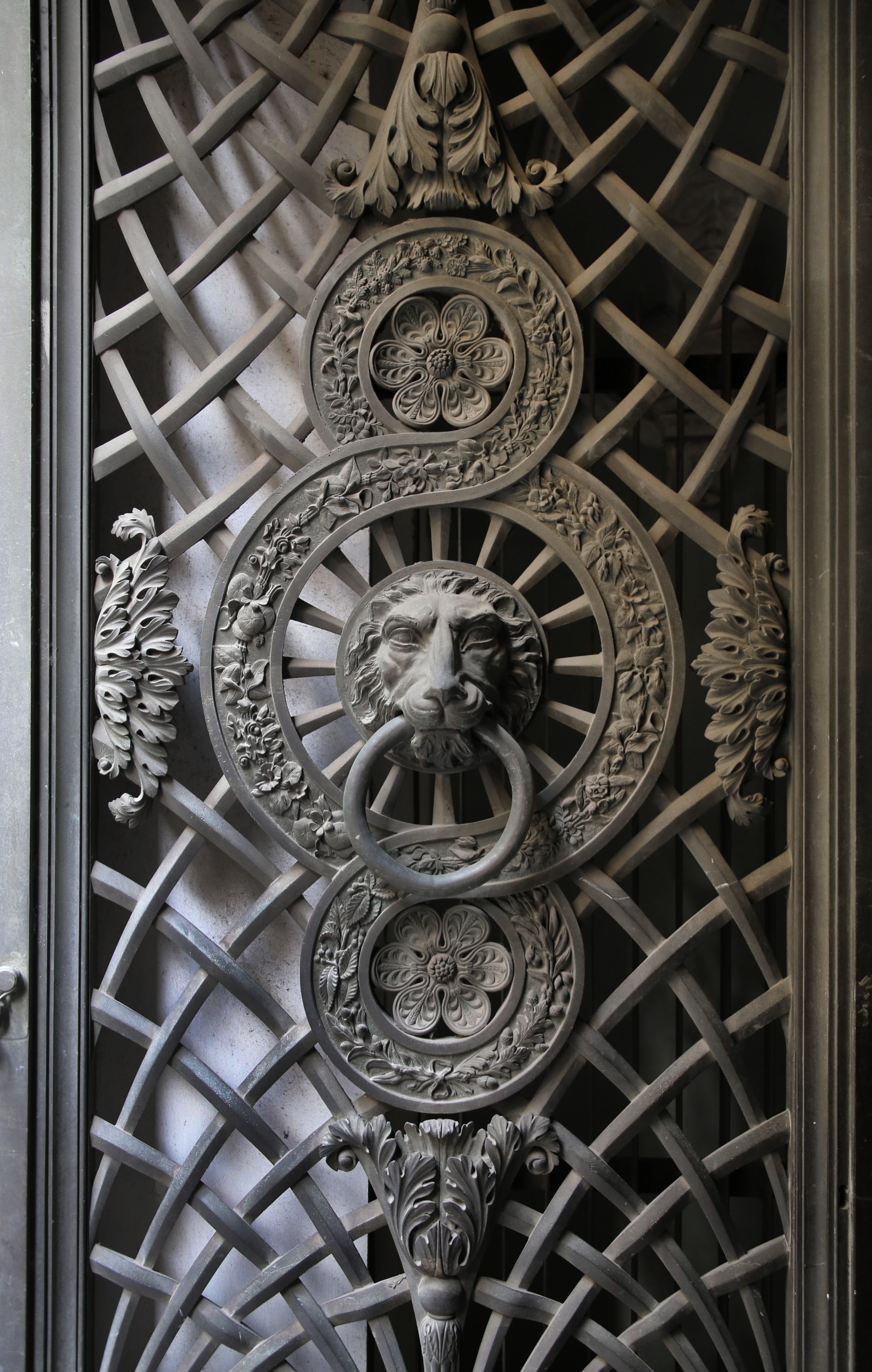
Dettaglio della cancellata